# Franciszek Ksawery Nguyễn Cần
Św. Franciszek Ksawery Nguyễn Cần (znany również jako Nguyễn Tiến lub Tiên Truật) (wiet. Phanxicô Xaviê Nguyễn Cần) (ur. ok. 1803 r. w Sơn Miêng w Wietnamie – zm. 20 listopada 1837 r. w Ô Cầu Giấy, Hanoi w Wietnamie) – katechista, męczennik, święty Kościoła katolickiego.
Franciszek Ksawery Nguyễn Cần urodził się Sơn Miêng. Postanowił poświęcić życie Bogu. Został przyjęty do seminarium, gdzie przygotowywano go do pracy katechisty. Został aresztowany podczas prześladowań w 1836 r. Spędził 8 miesięcy w więzieniu w Thanh Oai, a następnie 10 w Hanoi. W tym czasie usiłowano namowami i torturami zmusić go do wyrzeczenia się wiary. Został uduszony w więzieniu 20 listopada 1837 r.
Dzień wspomnienia: 24 listopada w grupie 117 męczenników wietnamskich.
Beatyfikowany 27 maja 1900 r. przez Leona XIII. Kanonizowany przez Jana Pawła II 19 czerwca 1988 r. w grupie 117 męczenników wietnamskich.